# Fantick
Márcio Delvi da Costa, mais conhecido como Fantick, (Florianópolis, 22 de abril de 1977), é um ex-futebolista brasileiro que atuava como meia-atacante. Trabalhou nas divisões de base da Matonense (Matão, SP). 

## Carreira
Fantick surgiu para o futebol nas categorias de base do S.E.R. Campinas , foi observado e levado ao Avaí Futebol Clube, onde começou a atuar no time profissional no ano de 1996. Ao longo de um total de 9 anos no clube catarinense, Fantick conquistou alguns títulos e se tornou um ídolo do clube.
Já no final do ano de 2002, Fantick foi negociado junto ao América do México onde permaneceu até o meio do ano, então voltou ao Brasil e ao Avaí. No ano seguinte atuou pelo Caxias, depois passou por Joinville e Criciúma.
Encerrou sua carreira atuando no Marcílio Dias de Itajaí.